# Wrzeciono (Warszawa)
Wrzeciono – osiedle i obszar MSI w dzielnicy Bielany w Warszawie.

## Położenie
Według MSI Wrzeciono jest zlokalizowane pomiędzy:
- ul. Marymoncką od północnego wschodu
- ul. Lindego od południowego wschodu
- ul. Kasprowicza od południowego zachodu
- ogródkami działkowymi wzdłuż ul. Nocznickiego od północnego zachodu

## Opis
Osiedle zostało zbudowane w latach 60. XX wieku, po likwidacji lotniska bielańskiego.  

## Ważniejsze obiekty
- Kościół Niepokalanego Poczęcia NMP na Wrzecionie;
- Centrum Rekreacyjno-Sportowe CRS Bielany (m.in. pływalnia i hala sportowa) przy ulicy Lindego 20;
- LIX Liceum Ogólnokształcące Mistrzostwa Sportowego im. Janusza Kusocińskiego;
- Zespół Szkół nr 52 z oddziałami sportowymi.